# Phyllostegia racemosa
Phyllostegia racemosa är en kransblommig växtart som beskrevs av George Bentham. Phyllostegia racemosa ingår i släktet Phyllostegia och familjen kransblommiga växter. Inga underarter finns listade i Catalogue of Life.